# Friedrich Wilhelm Kohl
Friedrich Wilhelm Kohl, oft kurz F. W. Kohl (* 16. Oktober 1811 in Bremen; † 18. September 1864 auf Norderney), war ein deutscher Maler.

## Biografie
Kohl wurde 1811 in Bremen geboren. Durch die Folgen eines Unfalls im Alter von drei Jahren war er zeitlebens behindert. Schon früh zeigte sich seine künstlerische Begabung, die er zunächst in Porträts und der Porzellanmalerei äußerste. Mit finanzieller Hilfe einiger Bremer Kunstfreunde studierte er von 1837 bis 1841 bei Karl Ferdinand Sohn an der Düsseldorfer Akademie. Für den Bremer Dom schuf Kohl zwischen 1843 und 1844 Bilder der Apostel sowie von Martin Luther und Philipp Melanchthon. Ein weiteres Luther-Porträt malte er für die Kirche in Blexen.
Bekannt ist vor allem seine Reihe bremischer Ansichten mit zwölf Lithografien die von 1845 bis 1846 entstanden. Von 1848 bis 1851 war er zu weiteren Studien in Berlin. Nach seiner Rückkehr nach Bremen schuf er weitere Stadtansichten und Porträts. In den Jahren 1843, 1860 und 1864 stellte er Werke in der Bremer Kunsthalle aus.

## Werke (Auswahl)

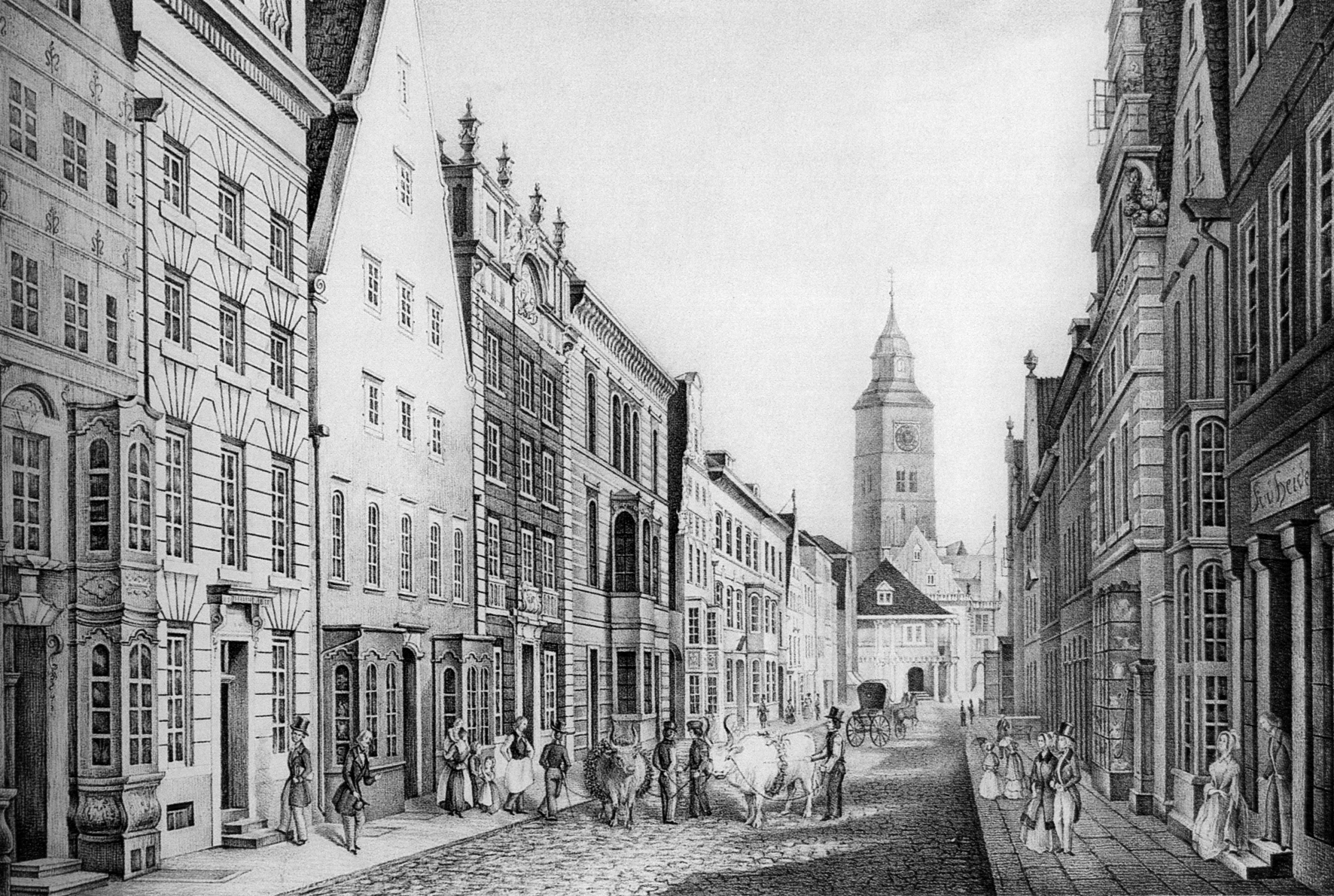
Ansicht der Bremer Obernstraße von F. W. Kohl aus dem Jahr 1844

- Ansicht von der Schlachte – Lithografie, 1844. In: Werner Kloos: Das alte Bremen. Schünemann, Bremen 1978, ISBN 3-7961-1699-X.
- Ansicht vom Weserufer vom Fangelturm weserabwärts mit Schlachte, zur Großen Brücke – Lithografie, 1844. In: Werner Kloos: Das alte Bremen. Schünemann, Bremen 1978, ISBN 3-7961-1699-X.
- Ansicht vom Altenwall und der Weser und Anlegeplatz an der Tiefer – Lithografie, 1844. In: Werner Kloos: Das alte Bremen. Schünemann, Bremen 1978, ISBN 3-7961-1699-X.
- Der Alte Hafen in Bremerhaven – Lithografie, 1844. In: Werner Kloos: Das alte Bremen. Schünemann, Bremen 1978, ISBN 3-7961-1699-X.